# Piper hippocrepiforme
Piper hippocrepiforme är en pepparväxtart som beskrevs av J.A. Steyermark. Piper hippocrepiforme ingår i släktet Piper och familjen pepparväxter. Inga underarter finns listade i Catalogue of Life.